# Golcowa
Golcowa – wieś w Polsce położona w województwie podkarpackim, w powiecie brzozowskim, w gminie Domaradz.

## Położenie
Wieś graniczy z Domaradzem, Przysietnicą, Baryczą, Gwoźnicą, Izdebkami oraz z Bliznem.
Miejscowość leży na Pogórzu Dynowskim. Jest to okolica zróżnicowana geologicznie. Występowały tu pokłady ropy naftowej, czego śladem są pozostałe studnie ropne. Występują tu najwyższe wzniesienia w całej gminie, dochodzące do 478 m n.p.m. Wzgórze w przysiółku Nowiny stanowi punkt widokowy na sąsiednie miejscowości, a także Brzozów i Starą Wieś.
W latach 1954–1972 wieś należała i była siedzibą władz gromady Golcowa. W latach 1975–1998 miejscowość administracyjnie należała do województwa krośnieńskiego.

### Części wsi
| SIMC    | Nazwa        | Rodzaj     |
| ------- | ------------ | ---------- |
| 0348714 | Cichówka     | część wsi  |
| 0348720 | Doboszówka   | część wsi  |
| 0348737 | Dół          | część wsi  |
| 0348743 | Drykowa      | przysiółek |
| 0348750 | Dziedzicówka | część wsi  |
| 0348766 | Filipówka    | część wsi  |
| 0348772 | Górka        | część wsi  |
| 0348789 | Hadamówka    | część wsi  |
| 0348795 | Jahońka      | przysiółek |
| 0348803 | Jasna Góra   | część wsi  |
| 0348810 | Kudłówka     | część wsi  |
| 0348826 | Magierów     | część wsi  |
| 0348832 | Nowiny       | część wsi  |
| 0348849 | Podlas       | część wsi  |
| 0348855 | Podmagierów  | część wsi  |
| 0348861 | Porąbki      | część wsi  |
| 0348878 | Potok        | część wsi  |
| 0348884 | Półanek      | część wsi  |
| 0348890 | Ropa         | przysiółek |
| 0348909 | Różanka      | część wsi  |
| 0348915 | Stańkówka    | część wsi  |
| 0348921 | Śmiałkówka   | część wsi  |
| 0348938 | Śmiglówka    | część wsi  |

## Historia
Według dokumentu wystawionego 23 czerwca 1448 roku wieś została założona w środkowym i górnym biegu Łączki przez biskupa przemyskiego Piotra Chrząstowskiego (de Chranstov).
Pierwotną nazwę Piotrowin (nawiązującą do imienia biskupa – fundatora, jak i do legendy o wskrzeszeniu rycerza Piotrowina przez św. Stanisława, biskupa i męczennika), ludność zmieniła na Golcowa – od nazwiska pierwszego sołtysa tej wsi, Macieja Golca.
Na przełomie XVI i XVII wieku położona była w ziemi sanockiej województwa ruskiego. Wieś klucza brzozowskiego biskupów przemyskich. Od czasów I Rzeczyposopolitej formalnie Golcowa stanowiła samodzielną gminę z własnym samorządem w postaci wójta i przysiężnych, w praktyce zależnych w dużej mierze od rządcy.
W czerwcu 1624 roku Tatarzy spustoszyli wieś i rozłożyli się obozem. Podobnie postąpili w 1672 roku, gdy wzięli w jasyr 77 mieszkańców, zrabowali 24 konie i 11 sztuk bydła. W 1696 roku ks. Maciej Misiewicz, od 1658 proboszcz golcowski, zabity został przez Tatarów. W latach 1745–1748 sporządzone zostały przez lustratorów bp Wacława Hieronima Sierakowskiego protokoły lustracji kościoła i parafii (1745) oraz wsi (1748). W 1772 roku Golcowa znalazła się w zaborze austriackim.
25 września 1914 roku, w czasie I wojny światowej, do Golcowej wkroczyły wojska rosyjskie. W maju 1915 roku w wyniku tzw. operacji gorlickiej wojska austriackie odzyskały zachodnią część Galicji, zajmując m.in. Golcową. W 1922 roku wieś Golcowa jako samodzielna gromada powiatu brzozowskiego weszła w skład województwa lwowskiego.
W latach 60. XX wieku w Golcowej powstała brukowana droga.
Benedykt Gajewski stworzył publikacje pt. Golcowa. Szkice z dziejów wsi (1989), Kult Dzieciątka Jezus w Golcowej (2005).
Miejscowość jest siedzibą rzymskokatolickiej parafii św. Barbary.

## Emigracja
Z końcem XIX wieku i początkiem XX wieku bardzo wielu mieszkańców Golcowej emigrowało do Stanów Zjednoczonych. Wszyscy trafiali na wyspę Ellis, gdzie działało centrum przyjmowania imigrantów. Mieszkańcy Golcowej wraz z całymi rodzinami po pomyślnym przejściu przez Ellis Island osiedlali się najczęściej w stanach Ohio, Pensylwania oraz Michigan. Obecnie najwięcej potomków emigrantów z Golcowej mieszka w Cleveland i Detroit.
Od 1879 do 1923 roku z Golcowej wg danych archiwalnych Ellis Island do Stanów Zjednoczonych wyjechało ponad 350 mieszkańców. Między innymi z rodzin takich jak: Adam, Bober, Dobosz, Hadam, Herbut, Janusz, Klepek, Klimek, Kopczyk, Kozimor, Kudła, Mikoś, Obłój, Pełdiak, Piwowar, Płoucha, Skotnicki, Ślęczka, Śmigiel, Świder, Tomoń, Wiencek, Wójcik, Wojnar oraz Wolanin.

## Zabytki
- Drewniany kościół parafialny pw. św. Barbary i Narodzenia NMP. Według bardzo starego aktu na pergaminie umieszczonego w zakrystii, kościół był wybudowany po 1448. Wybudowany był w systemie więźbowo-zaskrzynieniowo-zaczepowym, należącym do najstarszych typów konstrukcyjnych kościołów drewnianych. W drugiej połowie XIX wieku, ok. 1872 roku za ks. proboszcza Mikołaja Kaszubskiego kościół został przebudowany (m.in. rozebrano soboty, wybudowano wieżyczkę na sygnaturkę, dźwignięto kościół o jedną podwalinę). Gruntownej przebudowy dokonano w latach 1885–1887, za ks. proboszcza Rudnickiego, kiedy to przedłużono nawę o 16 łokci (9,60 m), ozdobiono wnętrze polichromią autorstwa Jana Tabińskiego. W  latach 2007 oraz 2008 przeprowadzono kolejny gruntowny remont kościoła. Wymieniono niektóre podwaliny i lisice, pokryto całość dachu blachą tytanowo-cynkową oraz obito ściany nowymi gontami. Od roku 2010 trwają dalsze prace restauratorskie.

Kościół należy do najstarszych obiektów późnogotyckiej architektury drewnianej na Podkarpaciu. Znajduje się na Podkarpackim Szlaku Architektury Drewnianej.

## Infrastruktura
Miejscowość oferuje dostęp do sieci wodociągowej, gazowej, elektrycznej, a także telekomunikacyjnej. W roku 2010 wyremontowano infrastrukturę drogowo-mostową. Przy kościołach znajdują się duże asfaltowe parkingi. We wsi można korzystać także z Internetu bezprzewodowego, a także popularnych sieci komórkowych. W Golcowej rozwinęła się także baza handlowo-usługowa z licznymi sklepami i barami.